# 朴仁妃
朴 仁妃（パク・インビ（インビー・パーク）、ハングル：박 인비、英語：In-Bee Park、1988年7月12日 - ）は、大韓民国ソウル特別市出身の女子プロゴルファーである。

## 来歴
10歳でゴルフを始め、ジュニア時代はアメリカジュニアゴルフ協会（AJGA）の大会で9勝、2002年には「AJGAロレックスジュニアプレーヤーオブザイヤー」に選出される等の実績がある。
2004年4月に全米女子プロゴルフ協会（LPGA）の「LPGA武富士クラシック」にアマチュアとして出場、これがLPGAツアー初出場となる。
2006年4月にプロ転向、「LPGA武富士クラシック」においてプロとしてLPGAツアー初出場。それ以外は主にLPGAツアー下部のフューチャーズツアーに参戦していたが、同ツアーの年間獲得賞金ランキング（以下賞金ランク）で第3位となり2007年シーズンのLPGAツアー出場権を得た。
2008年3月に韓国女子プロゴルフ協会（KLPGA）入会。
同年6月のLPGAツアー「全米女子オープン」では19歳11か月17日の大会史上最年少での優勝を果たし、自身の同ツアー初優勝をメジャータイトルで飾った。
2010年は日本女子プロゴルフ協会（JLPGA）ツアーにも参戦、「西陣レディスクラシック」と公式戦「LPGAツアーチャンピオンシップリコーカップ」で優勝を果たし、JLPGA賞金ランク5位となる。
2011年1月1日付でインターナショナルプロフェッショナル会員としてJLPGA入会（83期生）、同年同ツアー「ダイキンオーキッドレディスゴルフトーナメント」優勝。
2012年JLPGAツアー「フンドーキンレディース」優勝。LPGAツアーでは2勝を挙げ、同ツアー賞金ランク第1位（賞金女王）に輝いた。
2013年LPGAツアーメジャー大会「クラフト・ナビスコ選手権」で優勝、2週後の同年4月15日付の世界女子ゴルフランキングで自身初となる1位となった。
同年はさらに「ウェグマンズLPGA選手権（全米女子プロゴルフ選手権）」、「全米女子オープン」の2つのメジャー大会を制し、年間メジャー3勝を達成した初の選手となり、この3勝を含めて6勝を挙げ、2年連続の賞金女王となる。また、同年の「ロレックスプレイヤーオブザイヤー」に韓国人選手として初の選出。
2014年LPGAツアーメジャー大会「ウェグマンズLPGA選手権」優勝。同年10月13日、コーチのナム・ギヒョブと結婚。
2015年LPGAツアーメジャー大会「KPMG女子PGA選手権（全米女子プロゴルフ選手権）」、「全英リコー女子オープン」ともに優勝。
2016年6月9日、「KPMG女子PGA選手権」の初日を終えたことにより、1年間ツアーに出場したことになる10試合の出場義務を果たし10シーズン出場を達成、すでに必要なポイントを取得していたため、史上最年少となる27歳でLPGAツアー殿堂入りを果たす。同じ韓国出身の朴セリに次いで24人目の入会となった。
パリオリンピック以来、116年ぶりに女子ゴルフ競技が復活した2016年8月のリオデジャネイロオリンピックにおいて、金メダルを獲得した。
2017年KLPGAの殿堂入り、2015年の申ジエに次いで4人目の入会となった。
2018年5月「斗山マッチプレー選手権」でKLPGAツアー初優勝。
2020年2月「ISPS HANDA オーストラリア女子オープン」で優勝し、LPGAツアー20勝を達成した。

## ツアー優勝歴

### LPGAツアー
※本項はLPGAプロフィールページに基づく、大会名は優勝当時で表記し太字はメジャー大会である。なお「ウェグマンズLPGA選手権」と「KPMG女子PGA選手権」は日本で「全米女子プロゴルフ選手権」と表記される大会のことである。
- 2008年：全米女子オープン
- 2012年：エビアン・マスターズ、サイム・ダービーLPGAマレーシア
- 2013年：ホンダLPGAタイランド、クラフト・ナビスコ選手権、ノーステキサスLPGAシュートアウト、ウェグマンズLPGA選手権、ウォルマートNWアーカンソー選手権、全米女子オープン
- 2014年：マニュライフ・ファイナンシャルLPGAクラシック、ウェグマンズLPGA選手権、フボンLPGA台湾選手権
- 2015年：HSBC女子チャンピオンズ、ボランティアオブアメリカ・ノーステキサスシュートアウト、KPMG女子PGA選手権、全英リコー女子オープン、ロレーナ・オチョア招待
- 2017年：HSBC女子チャンピオンズ
- 2018年：バンクオブホープファウンダーズカップ
- 2020年：ISPS HANDA オーストラリア女子オープン

### JLPGAツアー
※本項はJLPGAプロフィールページに基づく、大会名は優勝当時で表記し太字はメジャー大会である。
- 2010年：西陣レディスクラシック、LPGAツアーチャンピオンシップリコーカップ
- 2011年：ダイキンオーキッドレディスゴルフトーナメント
- 2012年：フンドーキンレディース

### 欧州女子ツアー
- 2014年：ミッションヒルズ・ワールドレディスチャンピオンシップ[15]

### その他優勝
- 2016年：リオデジャネイロオリンピックゴルフ競技[11]
- 2018年：斗山マッチプレー選手権（KLPGAツアー）[13]

## LPGAメジャー大会の成績
| 大会                  | 2004 | 2005 | 2006 | 2007 | 2008 | 2009 | 2010 | 2011 | 2012 | 2013 | 2014 | 2015 | 2016 | 2017 | 2018 | 2019 |
| --------------------- | ---- | ---- | ---- | ---- | ---- | ---- | ---- | ---- | ---- | ---- | ---- | ---- | ---- | ---- | ---- | ---- |
| ANAインスピレーション | DNP  | DNP  | T62  | DNP  | 9    | T26  | T10  | T29  | T26  | 1    | 38   | T11  | T6   | T3   | T2   | T68  |
| 女子PGA選手権         | DNP  | DNP  | DNP  | T62  | T46  | T14  | T7   | T14  | T9   | 1    | 1    | 1    | CUT  | T7   | CUT  | T7   |
| 全米女子オープン      | CUT  | DNP  | DNP  | T4   | 1    | T26  | T8   | T6   | T9   | 1    | T43  | T3   | DNP  | CUT  | 9    | T16  |
| 全英女子オープン      | DNP  | DNP  | DNP  | T11  | CUT  | T24  | T9   | T7   | 2    | T42  | 4    | 1    | DNP  | T11  | CUT  | CUT  |
| エビアン選手権        |      |      |      |      |      |      |      |      |      | T67  | T10  | T8   | DNP  | DNP  | T8   | T8   |

※本表の成績はLPGA｜Results｜INBEE PARK（英語）の各年度成績にもとづく